# 费林根施塔特
费林根施塔特（德語：Veringenstadt，發音：[ˈfeːʁɪŋənʃtat] ⓘ）是德国巴登-符腾堡州蒂宾根行政区锡格马林根县的城市，面积31.25平方千米，2023年12月31日人口为2,134人。